# Zahraničí

Zahraničí (nebo též cizina) je jednoslovné označení pro souhrn všech cizích území, resp území nacházejících se za hranicemi daného státu. Pojem má tedy přesný význam, jen je-li vztažen ke konkrétnímu státu. Opačným pojmem slova zahraničí je tuzemsko nebo vnitrozemí. Z hlediska právního znamená pojem zahraničí území mimo stát, z hlediska jehož právního systému je použit. Je-li použit ve vztahu k určité osobě nebo skupině osob, může označovat státy, které pro dané osoby nejsou domovské, ať už je to vnímáno z hlediska původu, občanství, trvalého pobytu nebo subjektivního cítění. Je-li pojem použit ve vztahu k určitému místu, pak se jím rozumí území mimo stát, k němuž přísluší dané místo. Pro obyvatele zahraničí se používá označení cizinec, cizozemec apod. 

## Zahraničí z politického a historického pohledu
Následující politické a historické témata jsou spojeny s pojmem zahraničí a měly vliv na mezinárodní rozvoj země.
1. Mezinárodní politika, zahraniční politika, politika rozvoje
2. Proces globalizace, světový hospodářský rozvoj
3. Cizinecká politika, migrace, kolonizace
4. Mezinárodní práce, kulturně citlivé dialogy
5. Světová ekologie
6. Celní politika

### Zahraniční politika

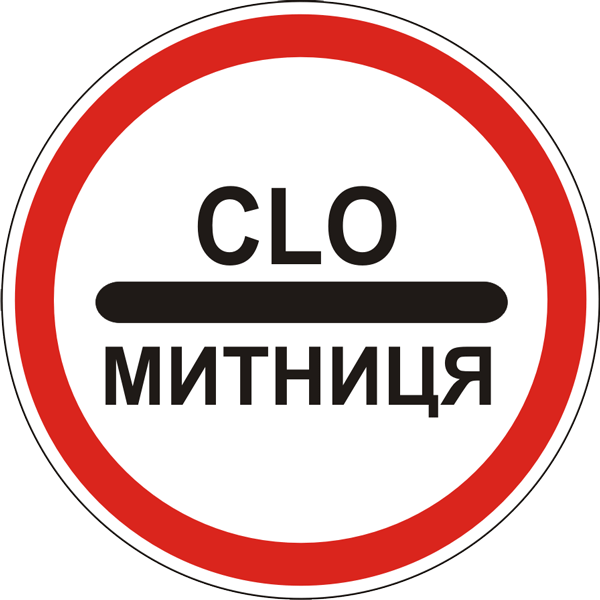

Zahraniční politikou daného státu se zabývá Ministerstvo zahraničních věcí (MZV). Ministerstvo zahraničních věcí je ve většině zemí orgánem státní správy, který se zabývá zahraniční vztahy daného státu s ostatními zeměmi, upravuje koncepci mezinárodního obchodu, vnější ekonomické vztahy a rozvojovou pomoc. Ministerstvo zahraničních věcí též vede reprezentaci daného státu v jednáních vyšších nadnárodních politických či obchodních celků (např. Evropský parlament,  Organizace spojených národů apod.).

### Celní právo
Z pohledu celního práva se vztahuje zahraničí na oblasti, které nepatří k celnímu území (např. k Německu a Rakousku v EU). Celní území se odlišuje u EU-zemí a Švýcarska od oblastí států (Vatikán, Ceuta, apod.).

## Zahraniční pobyty
Pobyty v zahraničí mohou mít různé formy. Zahraniční pobyty můžeme dělit na krátkodobé, dlouhodobé nebo podle účelu cesty do zahraničí.

### Délka zahraničního pobytu

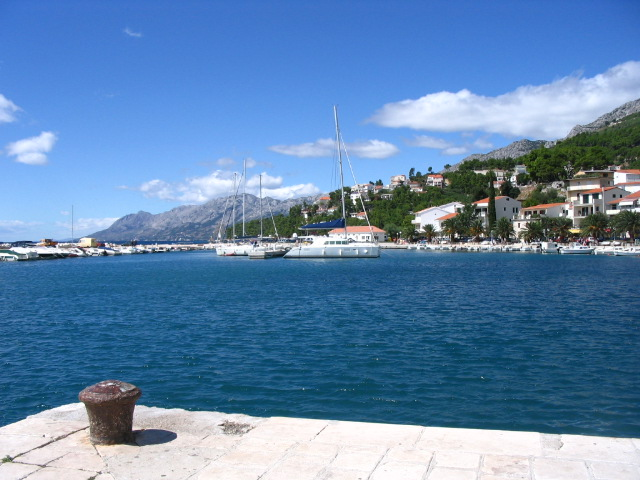

Krátkodobé zahraniční pobyty (kratší než 6 měsíců) 
- mezinárodní semináře
- mezinárodní konference
- pracovní cesta
- sezónní práce (léto – práce u moře, zima – práce na horách)
- dovolená

Dlouhodobé zahraniční pobyty (delší než měsíců) 
- dlouhodobá pracovní cesta
- jazykový pobyt
- studijní pobyt
- kulturní nebo výměnný pobyt

### Účel zahraničních pobytů

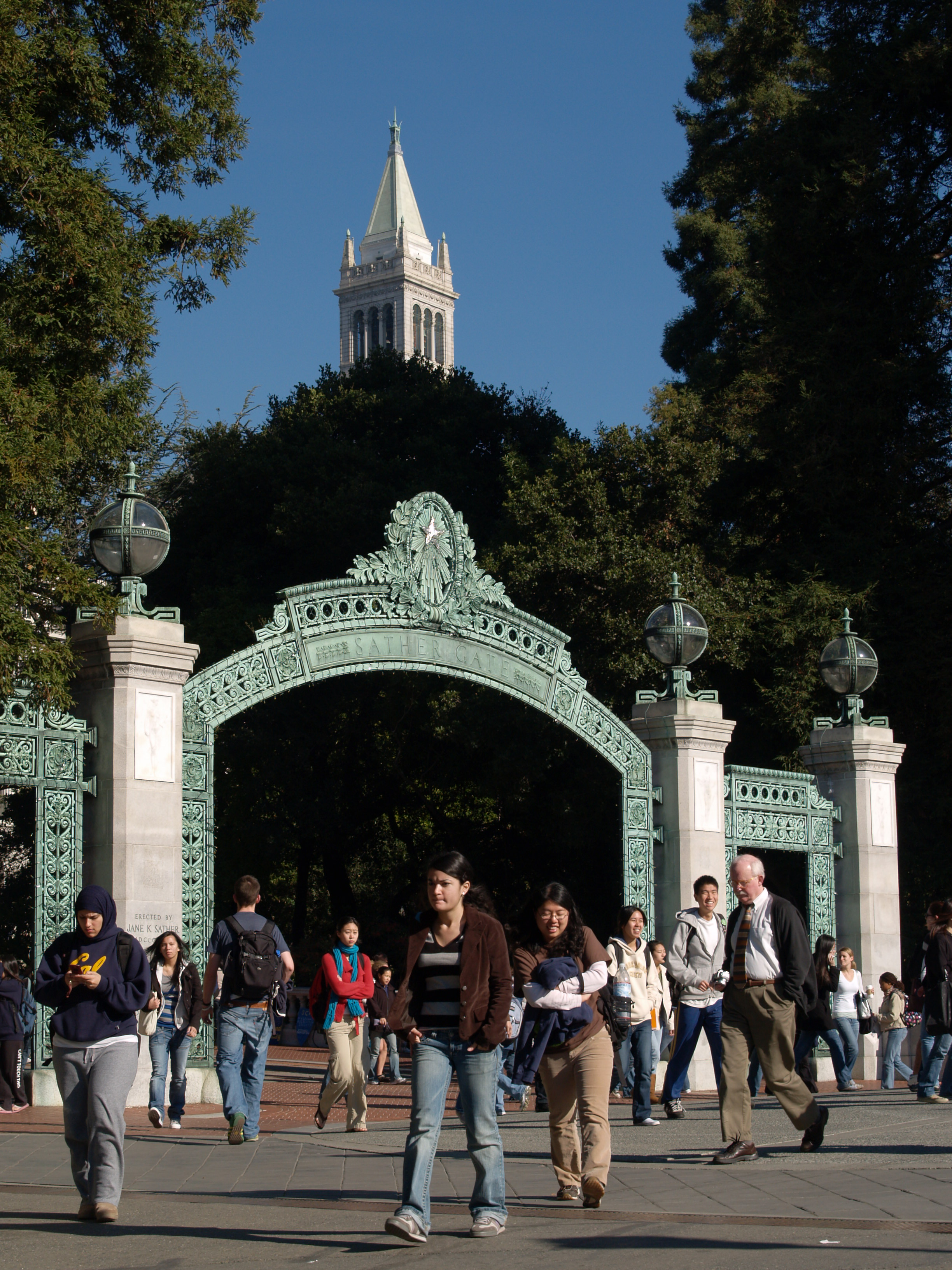

#### 1. Pracovní zahraniční pobyt
Pracovní pobyt v zahraničí je neocenitelná pracovní zkušenost a nejefektivnější způsob, jak zdokonalit znalost cizího jazyka v zemi jeho původu.

#### 2. Výzkumný zahraniční pobyt
Výzkumný pobyt je určen především pro vysokoškolské studenty.

#### 3. Studijní zahraniční pobyt
Studentům mezi 11 až 18 rokem jsou určeny studijní programy na středních školách, zájemcům nad 18 let pomaturitní nebo vysokoškolské studium v zahraničí. Pro školní kolektivy jsou výukové a poznávací školní zájezdy.

#### 4. Jazykový zahraniční pobyt

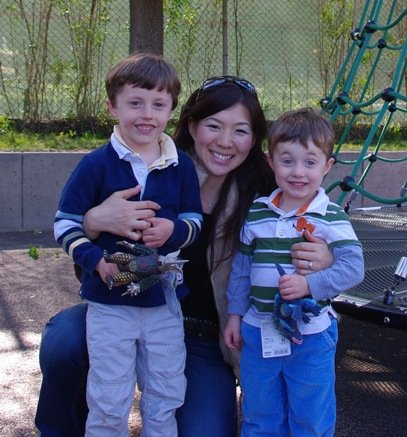

Jazykový pobyt v zahraničí je efektivní forma studia cizího jazyka v zemi jeho původu. Tento pobyt je určen nejen pro dospělé (od 18 let) ale i pro děti a mládež (5–20 let) a pro profesionály.

#### 5. Kulturní neboli au pair pobyt
Au pair program je kulturně-výměnný pobyt v zahraničí pro mladé, svobodné a bezdětné lidi, kteří přijíždí do zahraničí za účelem zdokonalení se v jazyce, poznání tamní kultury a nalezení nových přátel. Au pair má status hosta, nejedná se tedy o zaměstnání. Hostitelská rodina, u které au pair žije, poskytuje zdarma stravu a ubytování a jako odměnu za pomoc i kapesné. Na oplátku au pair pomáhá rodině s péčí o děti (babysitting) a domácnost. Au pair pobyt nabízí mnoho výhod. V první řadě je to zdokonalení se v cizím jazyce díky každodennímu kontaktu s hostitelskou rodinou i díky možnosti navštěvovat jazykové kurzy.